# Dope D.O.D.
Dope D.O.D – grupa hip-hopowa z Groningen, Holandia.

## Życiorys
W skład Dope D.O.D wchodzą raperzy: Jay Reaper, Skits Vicious oraz producent Peter Songolo (brat Jaya) oraz DJ Dr. Diggles. Holenderski zespół Dope D.O.D powstał w 2006 roku za sprawą kolaboracji Duo of Darkness, czyli Skitsa Viciousa oraz Jaya Reapera z MC Dopeyem Rottenem, który dołączył do składu Duo of Darkness po wypuszczeniu ich wspólnego projektu Fountain Of Death. 
Grupa zyskała międzynarodowy rozgłos na początku 2012 roku, kiedy ich singiel "What Happened" osiągnął ponad 9 milionów odsłon w serwisie YouTube. W 2011 Dope D.O.D zagrało jako support dla takich wykonawców jak Korn i Limp Bizkit. 27 grudnia 2012 roku, Dope D.O.D zagrało jako support Snoop Dogga w Groningen.
Dope D.O.D jest laureatem European Border Breakers Awards w 2013 roku. Uroczystość wręczenia nagród odbyła się na festiwalu Eurosonic Noorderslag w Groningen.
6 Lutego, Dope D.O.D wydali utwór "Rocket". 14 kwietnia 2014 roku grupa z Holandii wydała płytę "Master Xploder" będącą ich trzecim pełnym albumem.

## Dyskografia
| Tytuł                       | Dane dot. albumu                                                       | Pozycja na liście |
| Tytuł                       | Dane dot. albumu                                                       | POL               |
| --------------------------- | ---------------------------------------------------------------------- | ----------------- |
| Fountain Of Death EP        | - Data: 1 listopada 2009 - Wydawca: wydanie własne                     | —                 |
| The Evil EP                 | - Data: 24 czerwca 2011 - Wydawca: wydanie własne                      | —                 |
| Branded                     | - Data: 23 września 2011 - Wydawca: wydanie własne                     | —                 |
| Da Roach                    | - Data: 19 kwietnia 2013 - Wydawca: wydanie własne                     | —                 |
| Master Xploder              | - Data: 14 kwietnia 2014 - Wydawca: Dope D.O.D. Records                | —                 |
| The Ugly EP                 | - Data: 13 lutego 2015 - Wydawca: Fandango Records                     | 24                |
| Acid Trap                   | - Data: 9 marca 2016 - Wydawca: Dope D.O.D. Records                    | —                 |
| Shotgunz In Hell            | - Data: 15 lipca 2017 - Wydawca: Major Independents/Mad Money Movement | —                 |
| The System Reboot           | - Data: 15 czerwca 2018 - Wydawca: Dope D.O.D Records                  |                   |
| Do Not Enter                | - Data: 27 grudnia 2019 - Wydawca: Dope D.O.D Records                  | —                 |
| SICK6SIX                    | - Data: 14 lutego 2020 - Wydawca: Brain Dead Familia                   | 4                 |
| "—" album nie był notowany. |                                                                        |                   |